# باشگاه فوتبال مزاتلان
باشگاه فوتبال مزاتلان یک تیم فوتبال حرفه‌ای مکزیکی است که در مزاتلان، سینالوآ، در حال حاضر در لیگ مکزیک بازی می‌کند. این باشگاه در ژوئن ۲۰۲۰ پس از اینکه حق امتیاز اتلتیکو مورلیا اعلام کرد که به شهر مزاتلان منتقل خواهد شد، تأسیس شد.

## تاریخچه
در سال ۲۰۱۷، دولت سینالوآ تصمیم به ساخت یک ورزشگاه فوتبال جدید در شهر مزاتلان به عنوان بخشی از پروژه‌ای گرفت که قصد ساخت و بهبود چندین مکان ورزشی در این ایالت را داشت. یکی از اهداف این پروژه داشتن یک تیم فوتبال حرفه‌ای در مزاتلان بود.
در سال ۲۰۲۰، کارها به منظور تکمیل ورزشگاه قبل از ۳۰ ژوئن و پیش از شروع فصل ۲۱–۲۰۲۰ با هدف جستجوی یک تیم حرفه‌ای برای انتقال به ورزشگاه تازه ساخته تسریع شد. این ورزشگاه به‌طور موقت به عنوان ورزشگاه مزاتلان نامگذاری شد و طبق گزارش‌ها ۱٫۴۲۵ میلیارد پزو هزینه داشت.
دولت سینالوآ به همراه گروهی از تاجران مزاتلان با چند تیم لیگ مکزیک لابی کردند. سه تیم به عنوان نامزدهای بالقوه نقل مکان به مزاتلان برای فصل ۲۱–۲۰۲۰ شایعه شده بود: مورلیا، پوئبلا و کرتارو.
در ۲ ژوئن، رسماً اعلام شد که اتلتیکو مورلیا به مزاتلان نقل مکان می‌کند، و این که به عنوان باشگاه فوتبال مزاتلان، به عنوان یک باشگاه فوتبال کاملاً مجزا، تغییر نام خواهد داد. در ۸ ژوئن، مزاتلان از رنگ‌های خود (سیاه و بنفش) رونمایی کرد.
در ۱۱ ژوئن، باشگاه فرانسیسکو پالنسیا را به عنوان سرمربی خود برای فصل ۲۱–۲۰۲۰ معرفی کرد. در ۲۷ ژوئیه، مزاتلان اولین بازی رسمی خود را انجام داد، که در آن در برابر پوئبلا با نتیجه ۱–۴ شکست خوردند: اولین گل رسمی باشگاه توسط سزار هوئرتا به ثمر رسید.